# Марковка (Сумская область)
Ма́рковка (укр. Марківка) — село, Николаевская поселковая община, Сумский район, Сумская область, Украина.
Код КОАТУУ — 5920685701. Население по переписи 2001 года составляло 809 человек .

## Географическое положение
Село Марковка находится на берегу реки Сула, выше по течению на расстоянии в 2,5 км расположено село Перше Травня, ниже по течению примыкает село Луциковка. Через село проходит автомобильная дорога Т-1918.

## История
- 1665 год — первое письменное упоминание о селе: «Марк Альфёров, бывший старшиною сумского полка (1660–1670 годы), в награду за службу получил от полковника Герасима Григорьевича Кондратьева дикопорожние земли от истока реки Сулы...» [2].

## Экономика
- Молочно-товарная ферма.
- ООО Агрофирма «Дружба».

## Объекты социальной сферы
- Детский сад.
- Школа.
- Фельдшерско-акушерский пункт.

## Известные уроженцы
- Дачко, Фёдор Терентьевич — Герой Советского Союза.